# راس السايلة (السدة)

تعديل مصدري - تعديل

راس السايلة محلة تابعة لقرية الديمة، التابعة لعزلة بني الحارث بمديرية السدة إحدى مديريات محافظة إب في الجمهورية اليمنية.، بلغ تعداد سكانها 24 حسب تعداد اليمن لعام 2004.